# 우정 (1936년 영화)

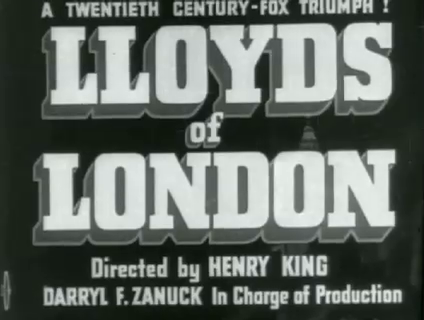

《우정》(영어: Lloyd's of London)은 1936년에 개봉한 미국 영화이다.

## 출연
- 타이론 파워 - 조나단
- 매들린 캐롤 - 엘리자베스
- 가이 스탠딩 - 앙거스타인

## 한국판 성우진(KBS) (1988년 11월 27일)
- 김세한 - 조나단(타이론 파워)
- 장유진 - 엘리자베스(매들린 캐롤)
- 황원 - 앙거스타인(가이 스탠딩)
- 이강룡 - 웨이터(레오나르드 무디)
- 박영남 - 어린 조나단(프레디 바소로미우)
- 안경진 - 호레이쇼(더글라스 스콧)
- 김새영 - 넬슨(존 버튼) / 호레이쇼의 아버지(머레이 키넬)
- 김환진 - 스테이시 경(조지 샌더스)
- 유해무 - 대변인(홈즈 허버트) / 호레이쇼의 숙부(럼스덴 헤어)
- 강희선 - 폴리(버지니아 필드)
- 이규화 - 프랑스 해군 중위(조지스 리너벤트)
- 유남희 - 젋은 여성(엘사 부캐넌)

### KBS판 스태프
- 번역 - 박익순
- 녹음 - 신낙현
- 타이틀 - 이영범
- 음악 - 이남홍
- 효과 - 박인식
- 연출 - 김현준